# Campanula angustiflora
Campanula angustiflora es una especie de plantas con flores perteneciente a la familia de las campanuláceas. Es endémica de California, donde crece en los suelos de serpentina de las colinas y montañas que rodean la bahía de San Francisco. 

## Descripción
Es una flor de la comunidad vegetal del chaparral. Esta es una hierba anual con un peludo tallo delgado, las ramas alcanzan un tamaño de hasta 20 centímetros de altura. Las hojas son de textura coriáceas y de forma ovalada, y miden entre 0,5 y 1 centímetro de longitud, con unos cuantos dientes a lo largo de los bordes. La flor en forma de campana es de color azul pálido o blanco y de sólo unos pocos milímetros. El fruto es una cápsula esférica.

## Taxonomía
Campanula angustiflora fue descrita por Alice Eastwood y publicado en Proceedings of the California Academy of Sciences, Series 3, 1: 132, pl. 11, f. 2a–d. 1898.
Etimología
Campanula: nombre genérico diminutivo del término latíno campana, que significa "pequeña campana", aludiendo a la forma de las flores.
angustiflora: epíteto latino que significa "con hojas estrechas".